# Тлийское ущелье
Тлийское ущелье (осет. Тлигом, от селения Тли и осет. ком — «ущелье») — ущелье на севере частично признанного государства Южная Осетия на востоке Дзауского района РЮО (или, по законам Грузии, в Джавском муниципалитете).
Находится в долине реки Тлидон, впадающей в реку Большая Лиахви. Тлигом включает такие сёла, как: Тли (Стыр-Тли), Бадзыгата, Пухата, Оттата и др.

## Топографические карты
- Лист карты K-38-53 пер. Крестовый. Масштаб: 1 : 100 000. Состояние местности на 1987 год. Издание 1989 г.